# Thamnomys
Thamnomys é um gênero de roedores da família Muridae.

## Espécies
- Thamnomys kempi Dollman, 1911
- Thamnomys major Hatt, 1934
- Thamnomys venustus Thomas, 1907